# مصادرة أملاك الجزائريين في المغرب
طرد و مصادرة أملاك الجزائريين في المغرب تمت مصادرة ممتلكات الجزائريين من قبل حكومة الحسن الثاني بتاريخ 2 مارس 1973، شملت مصادرة أملاك جبهة التحرير الوطني وجزائريين قدر عددهم 10 ألاف، إلى 14 ألف، حيث تم نقل ملكية العقارات الفلاحية أو المؤهلة للفلاحة إلى الدولة المغربية. حسب الفصل الأول من الظهير الشريف: «تنقل إلى الدولة ابتداء من تاريخ نشر ظهيرنا الشريف هذا ملكية العقارات الفلاحية أو القابلة للفلاحة الكائنة كلا أو بعضا خارج الدوائر الحضرية والتي يملكها أشخاص ذاتيون أجانب أو أشخاص معنويون».
في 14 نوفمبر 2012 صرحت وزارة الخارجية الجزائرية، أنه تم طرد الجزائريين وفقددوا ثرواتهم وممتلكاتهم دون تعويض عكس الأجانب الآخرين. قدرت أملاكهم بـ 20 مليار دولار (150 مليار سنتيم جزائري).